# Liste der Monuments historiques in Renescure
Die Liste der Monuments historiques in Renescure führt die Monuments historiques in der französischen Gemeinde Renescure auf.

## Liste der Bauwerke
| Bezeichnung                     | Beschreibung | Standort | Kennzeichnung | Schutzstatus | Datum | Bild           |
| ------------------------------- | ------------ | -------- | ------------- | ------------ | ----- | -------------- |
| Schloss von Philippe de Comines |              | (Lage)   | PA00107783    | Inscrit      | 1981  | weitere Bilder |
| Schloss Zuthove                 |              | (Lage)   | PA00107784    | Inscrit      | 1946  | weitere Bilder |